# Miłość (album Sorry Boys)
Miłość – czwarty album polskiej grupy alternatywnej Sorry Boys, który ukazał się 10 maja 2019 pod szyldem Mystic Production. Wszystkie teksty, po raz pierwszy, napisane są w języku polskim. Na płycie gościnnie wystąpiła Kayah (w piosence „Carmen”). Płyta zadebiutowała na 12. miejscu zestawienia OLiS.

## Lista utworów
1. Jesteś pragnieniem
2. Drugie serce
3. Niedziela
4. Miłość
5. Kwiaty
6. Dobrze, że jesteś
7. Warszawa czeka
8. Carmen  (feat. Kayah)
9. Powszedni chleb
10. W brzuchu Buddy
11. Absolutnie, absolutnie